# Manfred Güthler

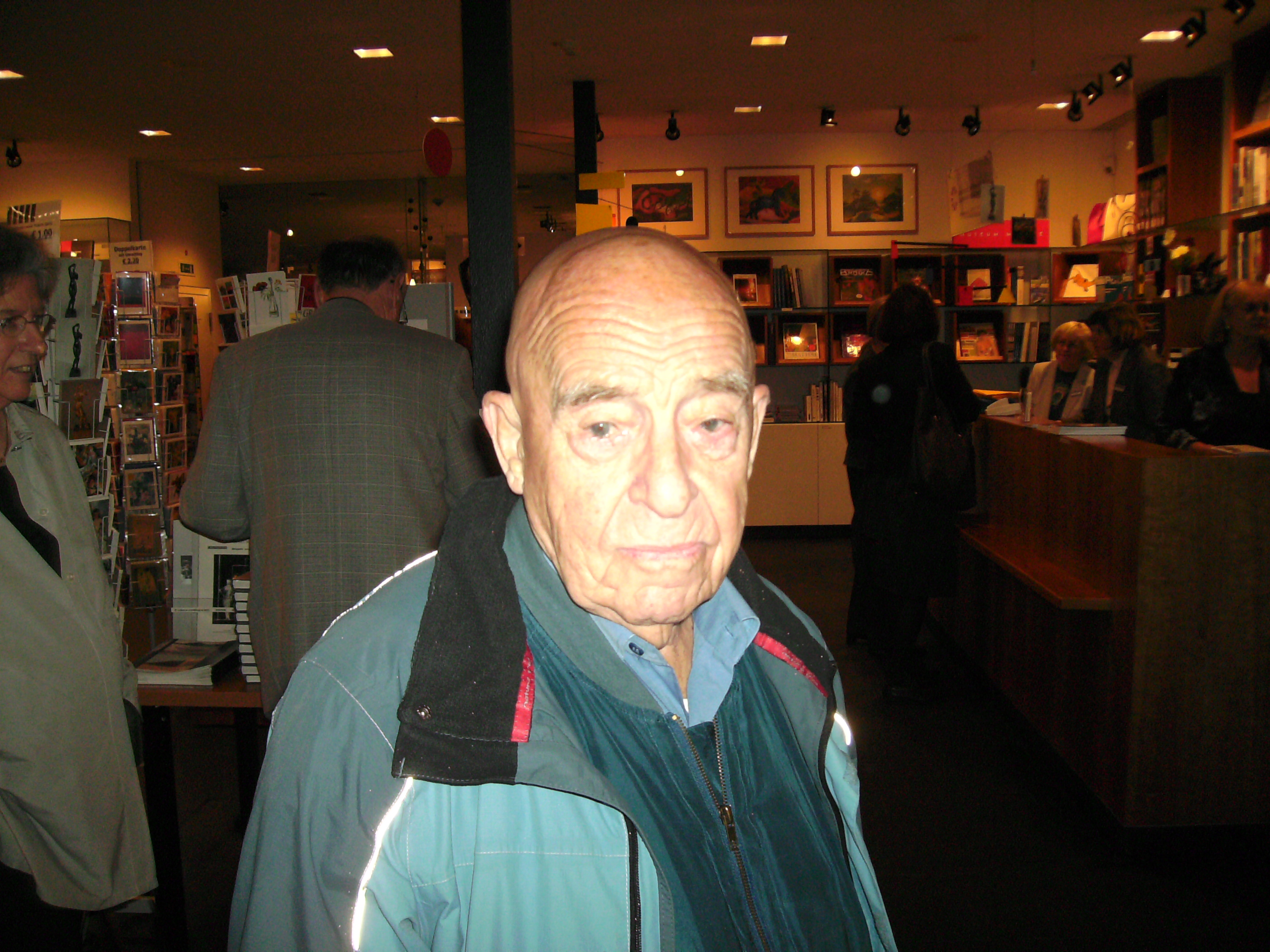
Manfred Güthler (2008)

Manfred-Paul Güthler (* 4. Februar 1927 in Saarbrücken; † 3. April 2024 ebenda) war ein deutscher Maler, Grafiker Diplom-Designer und Träger des Verdienstordens der Bundesrepublik Deutschland.

## Biografie
Güthler, Sohn eines schwäbischen Architekten, begann 1944 mit dem Architekturstudium an der Staatsbauschule in Straßburg, das er jedoch kriegsbedingt abbrechen musste; er wurde zum Arbeitsdienst bei der Luftwaffe eingezogen. Bis zum Jahr 1947 war Güthler in Kriegsgefangenschaft. Danach erlernte er den Beruf des Maurers. Nach erfolgreicher Gesellenprüfung studierte er in den Jahren 1949 bis 1954 an der Saarbrücker Schule für Kunst und Handwerk im Fach Gebrauchsgrafik unter anderem bei den Professoren Boris Kleint, Otto Steinert, Hannes Neuner und Karl Lorenz Kunz sowie an der Pariser Académie des Beaux Arts. Zur Finanzierung seines Studiums arbeitete Güthler als Bauzeichner und Schreiner. Von 1954 bis 1960 war er als freischaffender Grafiker tätig, danach arbeitete er als Fakultäts-Zeichner bis 1964 an der Universität des Saarlandes. 1970 wurde er als Kunsterzieher an Gymnasien in Saarbrücken und Völklingen angestellt; diesen Beruf übte er bis 1992 aus.
26 Jahre war Güthler ehrenamtlich tätig als Gründungsmitglied und erster saarländischer Landesvorsitzender des Bundesverbandes Bildender Künstlerinnen und Künstler (BBK) (1976–2002). Danach wurde er zum Ehrenvorsitzenden dieses Berufsverbandes ernannt. Weiterhin hatte er von 1986 bis 1992 die ehrenamtliche Leitung des Saarländischen Künstlerhauses inne und lehrte als Dozent an der Volkshochschule des Stadtverbandes Saarbrücken sowie an weiteren saarländischen Volkshochschulen. Seit Anfang der 90er Jahre engagiert sich Güthler als Kurator des Kulturforums Bahnhof Püttlingen. Der Künstler war auch als Sachverständiger im Stadtrat Saarbrücken sowie bei dem saarländischen Kultusministerium tätig. Er lebte und arbeitete in Saarbrücken.

## Werk
Güthlers Arbeiten waren anfangs recht zeitkritisch angelegt. Anfang der siebziger Jahre setzte er sich unter dem Eindruck der sich wandelnden Gesellschaft mit dem aktuellen politischen und gesellschaftlichen Geschehen künstlerisch auseinander. Er tat dies in seinen älteren Arbeiten mit einer präzisen Linienführung, die seine naturalistische Arbeitsweise kennzeichneten. Aus dieser Schaffensphase löste sich der Künstler und entwickelte sich weiter hin zu einer immer freieren Gestaltung seiner Werke. Die Monotypie wurde nun sein bevorzugtes künstlerisches Medium. Hier schuf er Porträts, Akte und andere figürliche Darstellungen, in deren Linienführung er seine eigenen Empfindungen legte. Güthler nutzte dabei die Eigenart der Monotypie, beim Druckvorgang leichte Verwaschungen und Ungenauigkeiten zu erzeugen. In dieser Technik brachte es der Künstler zu einer hohen Meisterschaft.
In einer weiteren Schaffensphase schob Güthler die Körperlichkeit seiner Motive immer mehr in den Hintergrund. Dazu die Saarbrücker Kunstkritikerin Brigitte Quack: „Die Körperlichkeit tritt zurück zugunsten einer der zweidimensionalen Grundfläche verhafteten Erscheinung, die aufgrund der Technik den Faktor des Unberechenbaren mit sich bringt. Lose Farbpartikel und locker gefügte Farbflächen tun ein Übriges, den Eindruck des nicht Greifbaren, des Imaginären entstehen zu lassen.“